# Great Bridgeford
Great Bridgeford – wieś w Anglii, w hrabstwie Staffordshire. Leży 5 km na północny zachód od miasta Stafford i 203 km na północny zachód od Londynu.